# Campionati europei di slittino 1952
I Campionati europei di slittino 1952 sono stati la 10ª edizione della competizione.
Si sono svolti a Garmisch-Partenkirchen, in Germania dell'Ovest.

## Medagliere
| Pos.   | Nazione        | Oro | Argento | Bronzo | Totale |
| ------ | -------------- | --- | ------- | ------ | ------ |
| 1      | Austria        | 2   | 2       | 3      | 7      |
| 2      | Germania Ovest | 1   | 1       | 0      | 9      |
| Totale | Totale         | 3   | 3       | 3      | 9      |

## Podi
| Evento            | Oro                      | Argento                    | Bronzo                    |
| Singolo Maschile  | Rudolf Maschke           | Paul Aste                  | Albert Krauss             |
| Doppio Maschile   | Paul Aste Heinrich Isser | Hans Krausner Luis Schlögl | Wilhelm Lache Josef Isser |
| Singolo Femminile | Maria Isser              | Erika Schiller             | Rosa Perz                 |